# Фатхутдинов, Раис Ахметович
Раи́с Ахме́тович Фатхутди́нов (26 июня 1938 — 26 июня 2009) — советский и российский учёный. 
Заслуженный деятель науки Российской Федерации. Академик Академии проблем качества, член Комитета ТПП РФ по качеству, эксперт Совета Федерации РФ по экономической политике и предпринимательству. Лауреат Премии Правительства РФ в области образования, Премии имени Ивана Ильина в номинации «За выдающиеся научные достижения в области качества». Награждён Почётным знаком и Дипломом Торгово-промышленной палаты РФ.

## Биография
Родился в городе Златоусте в татарской семье. Окончил Копейский горный техникум, 3 года служил в армии. В 1966 году окончил Донецкий политехнический институт. Работал горным мастером, конструктором, научным сотрудником.
В 1972 году защитил кандидатскую диссертацию по экономике и планированию качества. Работал доцентом в Донецком государственном университете, в Уфимском авиационном институте. С 1977 по 1989 год — заведующий отделом отраслевого и регионального НИИ в городе Краснодаре. В 1989 году в Ленинградском инженерно-экономическом институте защитил докторскую диссертацию по планированию эффективности машин. С 1989 года работал в Московском государственном университете инженерной экологии (МИХМ), ВЗФЭИ, МАИ, Академии менеджмента инноваций, РАГС при Президенте РФ, заведующим кафедрой «Экономика и менеджмент», «Управление конкурентоспособностью», профессором кафедры «Теории и практики конкуренции» Московской финансово-промышленной академии.

## Научная работа
За 40 лет опубликовал более 310 научных трудов по экономике и управлению НТП, по стратегическому маркетингу, конкурентоспособности, функциональным видам менеджмента, управлению конкурентоспособностью организации, в том числе 10 учебников, изданных тиражом около 320 тыс. экземпляров.

### Отличительные особенности учебников
- Разработка на основе международного анализа предложений по повышению конкурентоспособности образования, науки, России, которые опубликованы в предисловиях к учебникам и многочисленных статьях в центральных журналах и газетах;
- Обоснование сущности российского варианта переходной экономики, характеризующейся научным государственным регулированием экономики, механизмом глобальной конкуренции, высокими требованиями к обеспечению всеобщего качества процессов управления на основе применения инструментов конкурентоспособной экономики;
- Разработка и применение в учебниках новой интегрированной системы обучения и принятия решений — МЭТУК (методика → экономика + техника + управление → конкурентоспособность);
- Перенос центра управления с выхода социально-экономической системы (качества продукции) на её вход (формирование стратегий, отбор конкурентоспособных поставщиков) и процессы по переработке входа в выход;
- Разработка механизма действия конкурентоспособной экономикой — нового способа мышления, ориентированного на использование знаний и новых информационных технологий для повышения качества маркетинговых, экономических, производственных, управленческих и других процессов ради повышения стратегической конкурентоспособности управляемых объектов;
- Повышение качества управленческих процессов на всех уровнях иерархии путём анализа механизмов действия экономических законов (анализируется 11 законов) и законов организации (анализируется 9 законов), применения научных подходов (20), принципов и современных методов;
- Исследование проблем с применением системного и комплексного подходов (система — это не просто совокупность взаимосвязанных элементов, а единство объекта управления и его связей с внешней средой);
- Применение маркетингового подхода не по одной общеизвестной упрощенной однозвенной цепочке, а по двум: по первой — «стратегический маркетинг — потребитель» и по второй — «стратегический маркетинг — исследователь», «стратегический маркетинг — конструктор», «конструктор — технолог», «технолог — изготовитель» и т. д. На стадии стратегического маркетинга должны разрабатываться нормативы стратегической конкурентоспособности для всех звеньев цепочек;
- Рассмотрение закона экономии времени с категорией «будущий труд» (новая формулировка закона впервые была опубликована профессором Фатхутдиновым в журналах «Экономические науки» и «Вопросы экономики» в 1987—1988 гг.);
- Разработка механизма действия закона конкуренции как динамики снижения удельной цены группы конкурирующих товаров и услуг;
- Построение теории управления конкурентными преимуществами объектов на основе их эксклюзивных ценностей, характеризующих внешние и внутренние факторы, наследственные и приобретенные, технические, экономические, организационные и другие ценности;
- Применение не двух методов конкуренции (ценовой и неценовой), а шести — на основе повышения качества товара и качества сервиса потребителей объекта, оптимизации цены, снижения эксплуатационных затрат, повышения качества процессов управления, комплексной конкуренции;
- Рассмотрение конкуренции не как борьбы, а как процесса управления субъектом своими конкурентными преимуществами или преимуществами объектов;
- Исследование при формировании стратегии организации не только силы конкуренции на рынке продавцов (монополии, олигополии и т. д.), но и на рынке покупателей (монопсонии, олигопсонии и т. д.);
- Установление конкретных зависимостей между ценой товара и параметрами изготовителя и рынка (программа выпуска, дефицитность, качество, уровень унификации, сила конкуренции на рынках продавцов и покупателей, уровень конкурентоспособности и т. д.)
- Проведение макросегментации рынка (от потребностей потребителей к возможностям изготовителя) и микросегментации (от возможностей изготовителей к потребностям);
- Построение системы показателей стратегической и фактической конкурентоспособности объектов. Например, для товара на нулевом уровне будет конкурентоспособность, а на первом — качество товара, его цена, качество сервиса, затраты на эксплуатацию товара. Качество процессов управления как интегрированный динамический показатель конкурентоспособности определяет полноту и результативность проявления предыдущих четырёх статичных показателей (факторов);
- Исключение из состава показателей качества продукции показателей экономного использования сырья и материалов, ресурсоёмкости по стадиям её жизненного цикла (такой методически неправильный подход излагается в большинстве литературы по качеству продукции);
- Формирование теории стратегического маркетинга — концептуально как стратегическая ориентация любой деятельности на внешних и внутренних потребителей, в пространстве как первая стадия жизненного цикла любого объекта (от персонала до страны), во времени как первая общая функция управления. На входе организации (предприятия) — стратегический, а на её выходе — тактический маркетинг;
- Четкое разграничение понятий «новшество» (как документально оформленный результат интеллектуальной деятельности) и «инновация» (как процесс внедрения или реализации новшества). Новшеств может быть много, а инноваций — мало (как в России). В учебной и деловой литературе наблюдается путаница в применении понятий «новшество», «нововведение», «инновация» и т. п.;
- Переход от административных, экономических и социально-психологических методов управления персоналом, применяемых как альтернативные и излагаемые в учебниках по «Управлению персоналом», к методам принуждения, побуждения и убеждения, рассматриваемых структурно, в зависимости от степени свободы личности, например, как 4:4:2;
- Положение о том, что в курсах «Основы менеджмента», «Управление персоналом» следует изучать психологический портрет личности (темперамент, характер, интеллигентность, наклонности и т. д.) и использовать результаты при формировании коллектива и управлении карьерой работников;
- Переход от унифицированных принципов управления персоналом А. Файоля к научным дифференцированным принципам работы руководителей (субъектов) разного уровня иерархии и исполнителей (объектов);
- Разработка методик нормирования и оценки стратегической и фактической конкурентоспособности персонала, товара, организации, отрасли, региона, страны;
- Формирование системы повышения конкурентоспособности организации, состоящей из внешнего окружения (выход — рынок; внешняя среда; вход — поставщики; обратная связь) и внутренней структуры (научное обоснование, целевая, обеспечивающая, управляемая и управляющая подсистемы);
- Формирование проблемно-целевой организационной структуры крупного комплекса, отличающейся введением должностей и служб главного менеджера, главного маркетолога, заместителя по персоналу, заместителя генерального директора по логистике, заместителя по сервису потребителей товаров, маркетологов по продуктам;
- Разработка теоретических и методических основ формирования и реализации стратегии повышения конкурентоспособности организации;
- Разработка методических основ проведения комплексной диагностики организации, включающей диагностику интеллектуального, рыночного, технического, ресурсного, управленческого, правового и других видов потенциала, а также потенциала внешней среды организации;
- Разработка методических основ повышения качества (обоснованности) стратегических решений, отличающихся: учётом 8 факторов сопоставимости решений; дифференциацией расчета экономического эффекта мероприятий на входе, в процессе и на выходе системы; введением вместо унифицированного норматива «процентная ставка» ставок накопления и дисконта;
- Разработка методических основ подготовки специалистов по «Управлению конкурентоспособностью» в целях реализации выдвинутой профессором Фатхутдиновым в 1999 году национальной идеи возрождения России на основе повышения её стратегической и фактической конкурентоспособности;
- Применение к любым процессам комплексного подхода: обучение студентов системному, комплексному, стратегическому, глобальному, креативному мышлению;
- Вместо обучения ответам на вопросы исторического характера: Что? Где? Когда? была реализована методология обучения ответам на вопросы организационно-экономического характера: Почему? Как? Что это даст?;

и др. новшества.